# Tobias Svantesson
Tobias Svantesson (Malmö, 1 april 1963) is een Zweeds voormalig tennisser.

## Carrière
Svantesson begon zijn profcarrière in 1988 en won in 1989 twee ATP-titels; een aan de zijde van Udo Riglewski en een aan de zijde van landgenoot Mikael Pernfors. Tussen 1988 en 1989 nam hij ook in het enkelspel deel aan Grand Slam wedstrijden en van 1988 tot 1993 in het dubbelspel. Hij speelde in 1992 aan de zijde van Mark Koevermans de ATP-finale van Tel Aviv maar verloor van het duo Mike Bauer en João Cunha e Silva. In 1997 sloot hij zijn carrière af.

## Privéleven
Svantessons zoon Ian Svantesson was een profvoetballer.

## Palmares
| Legenda                       | Legenda               |
| ----------------------------- | --------------------- |
| Grand Slam                    |                       |
| Olympische Spelen             |                       |
| tot 2009                      | vanaf 2009            |
| Tennis Masters Cup            | ATP Finals            |
| ATP Masters Series            | ATP Tour Masters 1000 |
| ATP International Series Gold | ATP Tour 500          |
| ATP International Series      | ATP Tour 250          |

### Dubbelspel
| Nr.                          | Datum            | Toernooi       | Ondergrond    | Partner         | Tegenstanders in finale             | Score         | Details |
| ---------------------------- | ---------------- | -------------- | ------------- | --------------- | ----------------------------------- | ------------- | ------- |
| Gewonnen finales herendubbel |                  |                |               |                 |                                     |               |         |
| 1.                           | 5 maart 1989     | ATP Nancy      | Hardcourt (i) | Udo Riglewski   | João Cunha e Silva Eduardo Masso    | 6-4, 6-7, 7-6 | details |
| 2.                           | 14 mei 1989      | ATP Charleston | Gravel        | Mikael Pernfors | Agustín Moreno Jaime Yzaga          | 6-4, 4-6, 7-5 | details |
| Verloren finales herendubbel |                  |                |               |                 |                                     |               |         |
| 1.                           | 19 oktober 1992  | ATP Tel Aviv   | Hardcourt     | Mark Koevermans | Mike Bauer João Cunha e Silva       | 3-6, 4-6      | details |
| Gewonnen challengers         |                  |                |               |                 |                                     |               |         |
| 1.                           | 4 november 1990  | Rio de Janeiro | Gravel        | Roger Smith     | Shelby Cannon Alfonso Gonzalez-Mora | 7-5, 6-4      |         |
| 2.                           | 13 oktober 1991  | Pembroke Pines | Gravel        | Roberto Saad    | Glenn Layendecker Brad Pearce       | 6-4, 3-6, 6-2 |         |
| 3.                           | 26 april 1992    | Birmingham     | Gravel        | Bret Garnett    | Jan Apell Peter Nyborg              | 6-4, 7-6      |         |
| 4.                           | 6 december 1992  | Naples         | Gravel        | Todd Nelson     | Mark Knowles Alex O'Brien           | 2-6, 6-3, 6-4 |         |
| 5.                           | 21 februari 1993 | Rancho Mirage  | Hardcourt     | Todd Nelson     | TJ Middleton Kenny Thorne           | 7-6, 6-3      |         |

## Resultaten grote toernooien
| Legenda | Legenda                          |
| ------- | -------------------------------- |
| g.t.    | geen toernooi gehouden           |
| l.c.    | lagere categorie                 |
| –       | niet deelgenomen                 |
| G       | uitgeschakeld in de groepsfase   |
| 1R      | uitgeschakeld in de eerste ronde |
| 2R      | uitgeschakeld in de tweede ronde |
| 3R      | uitgeschakeld in de derde ronde  |
| 4R      | uitgeschakeld in de vierde ronde |
| KF      | uitgeschakeld in de kwartfinale  |
| HF      | uitgeschakeld in de halve finale |
| F       | de finale verloren               |
| W       | het toernooi gewonnen            |
| w-v     | winst/verlies-balans             |

### Enkelspel
| grandslamtoernooien |    |    |
| Australian Open     | –  | 1R |
| Roland Garros       | 2R | 1R |
| Wimbledon           | 1R | –  |
| US Open             | 2R | –  |

### Dubbelspel
| grandslamtoernooien |    |    |    |    |    |    |
| Australian Open     | –  | 3R | –  | –  | 1R | 2R |
| Roland Garros       | 1R | 2R | –  | 1R | 3R | 1R |
| Wimbledon           | 2R | 1R | –  | 1R | 1R | 1R |
| US Open             | –  | 1R | 1R | 1R | 1R | –  |